# Charles Ponsonby (2e baron de Mauley)
Pour les articles homonymes, voir Ponsonby.
Charles Frederick Ashley Cooper Ponsonby, 2e baron de Mauley (12 septembre 1815 - 24 août 1896), est un pair britannique et homme politique libéral.

## Biographie
Il est le fils de William Ponsonby (1er baron de Mauley), troisième fils de Frederick Ponsonby (3e comte de Bessborough), et de Barbara Ashley-Cooper, enfant unique et héritière du cinquième comte de Shaftesbury. Il fréquente le Trinity College de Cambridge,.
Le 9 août 1838, il épouse sa cousine, Maria Ponsonby, fille de John Ponsonby (4e comte de Bessborough) et ils ont 10 enfants :
- Alice Barbara Maria (1840-1846)
- Emily Priscilla Maria (1841-1926), mariée au révérend Charles Ogilvy
- William Ashley Webb (1843-1918)
- Georges (1844-1845)
- Maurice John George (1846-1945), marié à Madeleine Hanbury Tracy
- Frederick John William (1847-1933), marié à Margaret Howard (arrière-petite-fille de Frederick Howard, 5e comte de Carlisle)
- Marie Alice (1849–? )
- Edwin Charles William (1851-1939), marié (1) Emily Coope, (2) Hilda Smith
- Helen Geraldine (1852-1949), épouse Sholto Douglas, 19e comte de Morton
- Diana Isabel Maria (1855–? )